# Marcus Horatius Pulvillus
Pour les articles homonymes, voir Horatius Pulvillus.
Marcus Horatius Pulvillus est un homme politique et magistrat romain de la fin du VIe siècle av. J.-C., connu pour être un des premiers consuls de la République romaine récemment instaurée,. Nos connaissances concernant les hommes et les institutions de cette époque reposant sur des sources lacunaires présentant des récits et des traditions considérablement réécrits et déformés, l'historicité des faits rapportés demeure hypothétique.

## Famille
Il est le premier membre des Horatii Pulvilli, branche de la gens patricienne Horatia, à atteindre de hautes fonctions. Il est le fils d'un Marcus Horatius, son nom complet est Marcus Horatius M.f. Pulvillus. Il est le père de Caius Horatius Pulvillus, consul en 477 et 453 av. J.-C. Selon Denys d'Halicarnasse, il est l'oncle du héros Publius Horatius Coclès qui aurait sauvé Rome en défendant le pont Sublicius face aux troupes de Porsenna.

## Biographie selon la tradition

### Rôle durant la révolution
Denys d'Halicarnasse implique Marcus Horatius dans les évènements qui ont conduit à la chute des Tarquins et l'instauration d'un régime républicain. Selon l'auteur grec, lorsque le roi Tarquin, en campagne contre Ardée, apprend par des messagers qui ont pu quitter la ville avant que Lucius Junius Brutus n'en fasse fermer les portes que ce dernier est sur le point de le chasser du pouvoir, il se précipite vers la ville pour mettre un terme à la révolte. Il laisse alors le commandement du camp à Marcus Horatius et Titus Herminius. Incapable de reprendre la situation en main, Tarquin retourne au camp mais entre-temps, les deux commandants reçoivent des missives envoyées par les nouveaux consuls récemment élus par les assemblées populaires. Horatius et Herminius ordonnent que ces missives soient lues aux soldats rassemblés qui reconnaissent à l'unanimité l'autorité des nouveaux magistrats de Rome. Tarquin ne peut donc plus reprendre le commandement du camp et se réfugie avec ses compagnons à Gabies. Horatius et Herminius traite la paix avec les Ardéates et retournent à Rome à la tête des troupes. Marcus Horatius n'apparaît pas dans le récit de Tite-Live qui fait intervenir directement Brutus dans le camp de Tarquin pour emporter l'adhésion des soldats et contraindre Tarquin à l'exil.

### Consulatsuffect(509)
Aucun des deux premiers consuls de la République ne mène son mandat à terme : Lucius Junius Brutus meurt au combat dès le premier mois et Lucius Tarquinius Collatinus part en exil. Publius Valerius Publicola remplace ce dernier et organise des élections pour se donner un nouveau collègue. Spurius Lucretius Tricipitinus est élu mais meurt peu après et c'est finalement Marcus Horatius Pulvillus qui est élu pour achever cette première année consulaire,,,. Polybe quant à lui donne Pulvillus comme collègue de Brutus,.

### Inauguration du temple de Jupiter
Tarquin, dernier roi de Rome, a fait construire durant son règne un grand temple sur le Capitole qu'il projette de dédier à Jupiter mais le renversement de la royauté et l'instauration de la République l'empêche de mener à bien les cérémonies religieuses. C'est donc aux premiers magistrats de la République que revient opportunément l'honneur d'inaugurer le temple de Jupiter capitolin. Les récits des auteurs antiques diffèrent sensiblement concernant cet évènement.
Selon Plutarque, c'est Marcus Horatius Pulvillus qui aurait eu l'honneur de mener à bien l'inauguration en tant que consul tandis que son collègue Publicola doit s'absenter et prendre la tête des armées pour faire face aux Véiens,. Plutarque précise qu'une partie des patres voient d'un mauvais œil que cet honneur puisse échoir à Publicola qui jouit déjà d'une très grande popularité.

« Quand l’édifice fut terminé et décoré avec la magnificence convenable, Publicola se montra jaloux d’en faire la consécration mais plusieurs des principaux personnages de Rome lui envièrent cette prérogative. Ils avaient souffert sans trop de chagrin la gloire qu’il s’était justement acquise par ses lois et ses victoires mais, ne croyant pas qu’il eût droit à ce nouvel honneur, ils engagèrent, ils excitèrent Horatius, à revendiquer pour lui-même la consécration. Or il survint une guerre qui obligea Publicola à sortir de Rome. Ses envieux firent alors charger Horatius de la dédicace du temple et le conduisirent au Capitole car ils désespéraient de l’emporter si Publicola était présent. D’autres disent que les consuls tirèrent les lots au sort, que le commandement de l’armée échut à Publicola et la consécration du temple à Horatius. On peut cependant conjecturer la vérité, d’après ce qui arriva lors de la cérémonie : le peuple était assemblé au Capitole et alors que l’assemblée était dans un profond silence, Horatius, après avoir fait les autres cérémonies, tenait déjà, suivant l’usage, une des portes du temple, et il allait prononcer la prière solennelle de la consécration. Alors le frère de Publicola, Marcus, depuis longtemps debout près de la porte du temple, et qui attendait le moment, lui dit : « Consul, ton fils est mort de maladie dans le camp. » La nouvelle affligea tous les assistants mais Horatius, sans se troubler, se contenta de répondre : « Jetez le corps où vous voudrez ; pour moi, je ne prends pas le deuil. » Et il acheva la consécration. Or, c’était une fausse nouvelle, Marcus l’avait imaginée pour écarter Horatius. Celui-ci montra, dans cette occasion, une fermeté admirable, soit qu’il eût reconnu à temps la ruse de Marcus Valerius, soit qu’il crût la nouvelle véritable, mais ne s’en fût pas autrement ému. »

— Plutarque, Vies parallèles, Publicola, 14.
Cicéron et Valère Maxime précisent que Marcus Horatius a été chargé de dédier le temple non en tant que consul mais en tant que pontife. Valère Maxime rapporte également l'anecdote de la nouvelle de la mort du fils d'Horatius, mais sans préciser s'il s'agit d'une fausse nouvelle ou non et sans établir de lien avec les Valerii.

« Horatius Pulvillus faisait, en qualité de souverain pontife, la dédicace du temple du grand Jupiter, au Capitole. Au moment même où, la main sur la porte, il prononçait la formule solennelle, il apprit la mort de son fils : néanmoins il ne retira pas sa main, de peur d'interrompre l'inauguration d'un temple si auguste ; il ne changea point de visage, il sut dissimuler l'expression de sa douleur sous l'apparence de la gravité religieuse que réclamait son ministère, de peur de paraître remplir le rôle d'un père plutôt que celui d'un souverain pontife. »

— Valère Maxime, Actions et paroles mémorables, V, 10, 1.
Denys d'Halicarnasse et Tacite datent la dédicace durant le deuxième consulat de Marcus Horatius, en 507 av J.-C., année omise dans le récit de Tite-Live. Polybe, qui considère Horatius et Brutus comme les premiers consuls, affirme que le temple a été dédié la première année de la République durant leur consulat,. Il est possible qu'en dédiant le temple de Jupiter, Marcus Horatius soit devenu le premier magistrat éponyme dans un système de datation qui débute justement avec la dédicace. Ce n'est qu'avec une tradition plus tardive que cette date originelle a été modifiée pour coïncider avec la chute de la royauté et l'instauration de la République impliquant une confusion dans les dates et les noms des magistrats,.

### Deuxième consulat (507)

Première bataille entre Porsenna et les Romains. Animation de la prise du camp romain sur le Janicule jusqu'à l'exploit d'Horatius Coclès et la destruction du pont Sublicius.

Selon Denys d'Halicarnasse, Marcus Horatius Pulvillus est réélu consul en 507 av. J.-C., avec de nouveau Publius Valerius Publicola comme collègue,. L'auteur grec place l'assaut contre Rome de Porsenna cette même année. Tarquin le Superbe, roi de Rome déchu, se serait en effet réfugié auprès du roi de Clusium et serait parvenu à convaincre son hôte d'entrer en guerre contre Rome pour l'aider à récupérer son trône. Porsenna envoie à Rome des ambassadeurs pour les sommer de recevoir leur ancien roi mais, devant le refus des Romains, prend la tête de son armée et marche sur Rome,. Plusieurs évènements sont alors l'occasion pour les auteurs antiques d'introduire des figures héroïques comme Clélie, Caius Mucius Scaevola et Horatius Coclès, ce dernier étant peut-être parent de Pulvillus. Selon les clauses d'un accord conclu avec Porsenna, les Romains livrent comme otages des enfants de familles patriciennes. Les consuls participent aussi, ainsi, Hortatius Pulvillus aurait promis son fils et Publius Valerius Publicola sa fille, en âge de se marier. Finalement, Porsenna prenant parti pour les Romains révolutionnaires contre leur ancien roi Tarquin, les otages sont restitués.

### Auteurs antiques
- Tite-Live, Ab Vrbe condita libri (détail des éditions), II, 8-16 (lire en ligne sur Wikisource ou sur le site de l'Université de Louvain)
- Denys d'Halicarnasse, Antiquités romaines (détail des éditions), V, 19-32 (lire en ligne sur le site LacusCurtius (en))
- Plutarque, Vies parallèles, Publicola (détails des éditions, lire en ligne sur le site de Philippe Remacle (fr + grc))
- Polybe, Histoires, 22, 26 (détail des éditions)

### Auteurs modernes
- (de) Georg Wissowa (dir.), Paulys Realencyclopädie der classischen Altertumswissenschaft (lire en ligne)
- (de) Krister Hanell, Das altrömische eponyme Amt, Lund, 1946
- (en) T. Robert S. Broughton, The Magistrates of the Roman Republic : Volume I, 509 B.C. - 100 B.C., New York, The American Philological Association, coll. « Philological Monographs, number XV, volume I », 1951, 578 p. (lire en ligne)
- (en) Henrik Mouritsen, Maggie Robb (dir.), « Digital Prosopography of the Roman Republic », King’s College London
- Dominique Briquel, « Les difficiles débuts de la liberté », dans François Hinard (dir.), Histoire romaine : Tome I - Des origines à Auguste, Fayard, 2000